# Jey Uso
Jey Uso, pseudonimo di Joshua Samuel Fatu (San Francisco, 22 agosto 1985), è un wrestler statunitense, sotto contratto con la WWE.
È un dieci volte campione di coppia, avendo vinto sei volte lo SmackDown Tag Team Championship (cinque volte con suo fratello Jimmy e una con Cody Rhodes) e quattro volte il Raw Tag Team Championship (tre volte con Jimmy Uso e una volta con Cody Rhodes). Il suo quinto regno, con Jimmy, come SmackDown Tag Team Champions è il più lungo per qualsiasi titolo di coppia nella storia della WWE. Ha inoltre vinto una volta ciasuno il World Heavyweight Championship, l'Intercontinental Championship, la settima edizione dell'André the Giant Memorial Battle Royal nel 2021 e l'edizione 2025 del royal rumble match.
In precedenza gli Usos si sono esibiti nella Florida Championship Wrestling, dove hanno vinto una volta l'FCW Florida Tag Team Championship.

## Carriera

### Circuito indipendente (2007–2009)
Debuttò con il suo vero nome l'8 giugno 2007 nella World Xtreme Wrestling insieme al fratello Jonathan, nel tag team chiamato The Fatu Twins a Milton, in Florida.
Il 12 dicembre 2018 lottò, sempre al fianco del fratello (stavolta come The Samoan Soldiers), un match nella National Wrestling Alliance, precisamente all'evento NWA Prime Time a Columbus, in Georgia, come Josh Fatu.
Nel 2009, i due lottarono in due match per l'Xtreme Championship Wrestling a Decatur e North Richland Hills, in Texas.

### WWE (2009–presente)

#### Competizione singola (2023–2024)
Dopo essersi separato dalla Bloodline e dal fratello Jimmy, durante Payback venne presentato da Cody Rhodes come nuovo membro del roster di Raw, lasciando così il roster di SmackDown. La settimana successiva, nel backstage Dominik Mysterio cercò di reclutarlo come nuovo membro del Judgment Day. La richiesta venne declinata da parte sua dopo la sconfitta contro Drew McIntyre venendo però attaccato da Damian Priest, Finn Bálor e da Dominik Mysterio venendo salvato dall'intervento di Cody Rhodes. Il 7 ottobre, a Fastlane, Jey Uso e Rhodes prevalsero su Priest e Bálor vincendo il Raw Tag Team Championship e lo SmackDown Tag Team Championship. Nella puntata di Raw del 9 ottobre Uso e Cody Rhodes difesero i titoli contro Kevin Owens e Sami Zayn. Il 13 ottobre, a SmackDown, Uso e Cody Rhodes difesero le cinture contro Austin Theory e Grayson Waller. Tre giorni dopo, a Raw, Uso e Rhodes persero le cinture in una rivincita contro Finn Bálor e Damian Priest a causa dell'interferenza di Jimmy Uso, dopo soli 9 giorni di regno. Nella puntata di Raw del 13 novembre, Uso e Rhodes non riuscirono a riconquistare i titoli di coppia in un'ulteriore rivincita, a causa dell'intervento di Drew McIntyre, in comune accordo con Rhea Ripley, che attaccò Jey Uso come punizione del suo comportamento nelle precedenti settimane. Il 25 novembre a Survivor Series WarGames: Jey Uso, Cody Rhodes, Randy Orton, Sami Zayn e Seth Rollins sconfissero il Judgment Day e Drew McIntyre in un Wargames match.
Nella puntata di Raw del 4 dicembre, uscì sconfitto da un match titolato contro Seth Rollins valido per il World Heavyweight Championship. Due settimane dopo, vinse il suo primo match da dopo il cambio di roster riuscendo a sconfiggere Ludwig Kaiser. Il 27 gennaio 2024 alla Royal Rumble, partecipò all'omonimo incontro entrando per primo, mentre per secondo entrò suo fratello Jimmy Uso riaccendendo la loro rivalità. Venne poi eliminato da Gunther dopo 50 minuti di permanenza sul ring.
A febbraio iniziò una faida con Gunther riuscendo a sconfiggere l'Imperium nella puntata del 12 febbraio insieme a Kofi Kingston e Xavier Woods. Nella puntata di Raw del 19 febbraio, Jimmy costò al fratello il match contro Gunther valido per il WWE Intercontinental Championship, distraendolo ed attaccandolo dopo la fine del match. Jimmy costò al fratello anche il match contro Drew McIntyre, provando anche in questo caso ad attaccarlo dopo la fine dell'incontro ma venne fermato da Seth Rollins, accorso per aiutare Jey. Nella puntata di Raw dell'11 marzo, Jey Uso lanciò la sfida verso il fratello Jimmy per un match a WrestleMania XL. Nella successiva puntata di SmackDown, Jimmy accettò la sfida. L'incontro si svolse nella prima notte dell'evento, con Jey Uso che ebbe la meglio sul fratello.
La sera successiva all'evento, Jey Uso vinse un fatal four-way match schienando Drew McIntyre grazie anche alla distrazione di CM Punk, in un match che comprendeva anche Bronson Reed e Ricochet valido per una possibilità titolata contro Damian Priest a Backlash France. All'evento, non riuscì però ad conquistare il titolo a causa dell'interferenza di Finn Bálor.

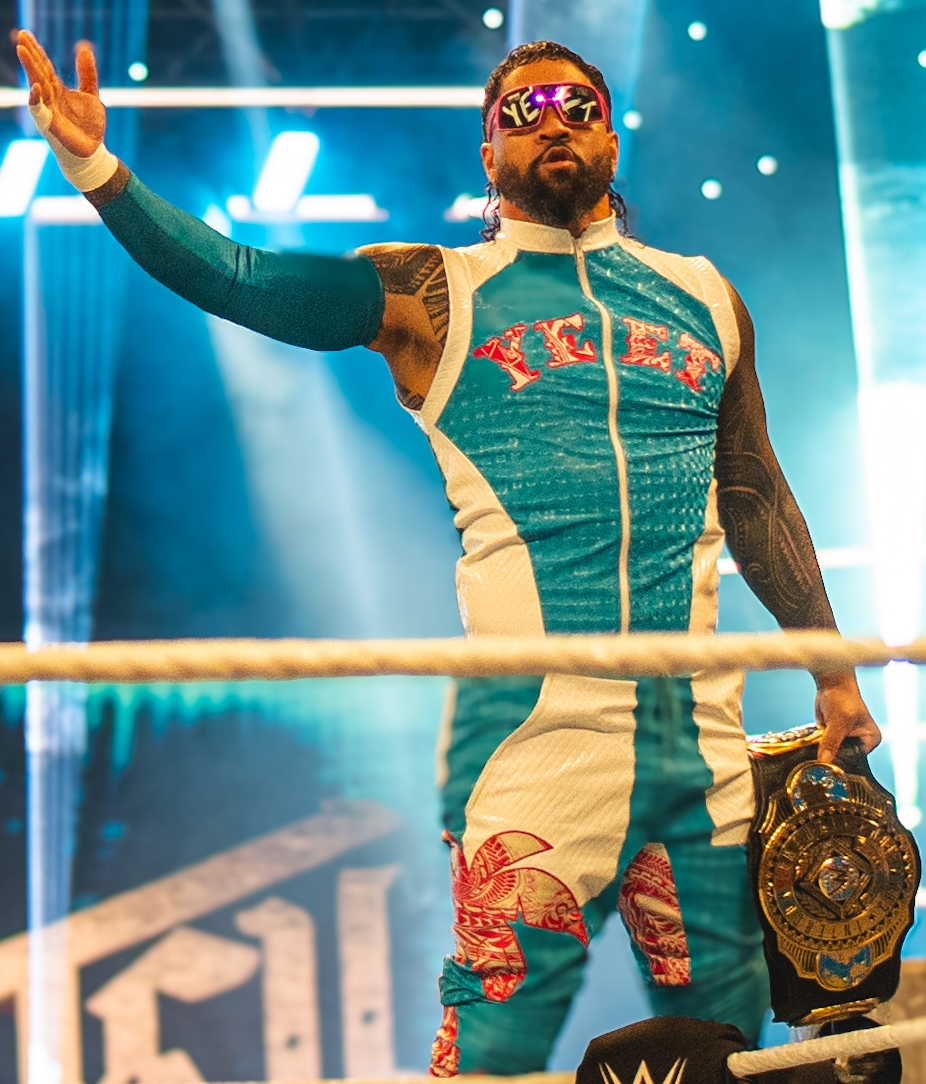
Jey Uso nel 2024 come WWE Intercontinental Champion

Il 6 maggio seguente, partecipò. in sostituzione di Drew McIntyre. al King of the Ring dove al primo turno sconfisse proprio Bálor. La settimana successiva, riuscì a sconfiggere nei quarti di finale Il'ja Dragunov. La settimana seguente, affrontò Gunther venendo però sconfitto anche questa volta. Nella puntata di Raw del 17 giugno, riuscì a sconfiggere Rey Mysterio e Finn Bálor qualificandosi come primo al Money in the Bank ladder match. Partecipò quindi al match di Money in the Bank, senza però riuscire a staccare la valigetta. Nella puntata di Raw del 9 settembre vinse un fatal four-way match che lo vide contrapposto ad Il'ja Dragunov, Pete Dunne e Braun Strowman, guadagnandosi un'opportunità titolata al WWE Intercontinental Championship, detenuto da Bron Breakker. Nella puntata di Raw del 23 settembre, riuscì a schienare e sconfiggere Breakker conquistando così il suo primo titolo in singolo dopo 14 anni di carriera in WWE. La sua prima difesa del titolo avvenne due settimane dopo, nella puntata di Raw del 7 ottobre, battendo Xavier Woods. Al termine dell'incontro venne però attaccato da Bron Breakker. Durante la puntata del 14 ottobre, venne raggiunto nel backstage dal fratello Jimmy con quest'ultimo che cercò di scusarsi con Jey per ciò che successe tra i due, ma Jey non accettò le scuse. Nella puntata della settimana successiva, dopo solo 28 giorni di regno perse il titolo a favore di Breakker, anche a causa di Solo Sikoa e Jacob Fatu. Nella puntata di SmackDown del 25 ottobre, Jey costò a Tama Tonga e Tanga Loa i loro WWE Tag Team Championship a discapito dei Motor City Machine Guns, venendo poi raggiunto dal fratello Jimmy al centro del ring con i due che si abbracciarono sotto gli occhi di Roman Reigns. La settimana successiva, Jey accettò di fare squadra insieme al fratello e a Reigns nell'incontro di Crown Jewel contro Solo Sikoa, Jacob Fatu e Tama Tonga. Arrivati all'evento, vennero però sconfitti e dopo l'incontro vennero raggiunto anche da Sami Zayn che colpì accidentalmente Reigns. Alla successiva puntata di Raw del 4 novembre, Jey perdonò Zayn per l'errore involontario dicendo che anche lui fa parte della famiglia. Quattro giorni più tardi a SmackDown, il canadese si riappacificò anche con Reigns, ufficializzando la sfida contro la nuova Bloodline a Survivor Series: WarGames. Il team della "vecchia" Bloodline, insieme a CM Punk, riuscì a sconfiggere i rivali.

#### Royal Rumble e World Heavyweight Champion (2025–presente)
Nella puntata del 13 gennaio 2025, Jey sfidò Gunther ad un incontro valido per il World Heavyweight Championship. Il match si tenne il 25 gennaio a Saturday Night's Main Event, dove venne però sconfitto. La settimana seguente, partecipò alla Royal Rumble entrando con il numero #20 riuscendo a mettere a segno tre eliminazioni ai danni di Shinsuke Nakamura, Sami Zayn e John Cena che fu l'ultimo eliminato della rissa reale, con Jey Uso che vinse così la Royal Rumble con 36 minuti e 59 secondi di permanenza sul ring, guadagnando l'opportunità per il titolo massimo a WrestleMania 41.
Nella puntata di Raw del 10 febbraio, Jey ha deciso che affronterà Gunther a WrestleMania, una rivincita per l'Heavyweight Championship. Per le puntate successive Jey è stato ripetutamente attaccato dal rivale, il quale ha anche preso di mira Jimmy Uso. Il 19 aprile 2025, nella notte 1 di WrestleMania 41, Uso ha sconfitto Gunther per sottomissione vincendo il titolo nel match di apertura dello show, vincendo il suo primo titolo mondiale in singolo.
La sua prima difesa titolata è arrivata nella puntata di Raw del 5 maggio, dove perse per squalifica contro Seth Rollins dopo le interferenze di Bron Breakker, Sami Zayn e CM Punk. A Saturday Night's Main Event XXXIX ha sconfitto Logan Paul difendendo il suo titolo. Durante il match John Cena ha provato a far vincere Logan, ma è intervenuto Cody Rhodes in aiuto di Jey. Questo porta a un tag team match a Money in the Bank vinto da Jey e Rhodes. Nella puntata seguente di Raw, Jey concede la rivincita a Gunther e anche per colpa della fatica dei match precedenti, perde il titolo, terminando il suo regno di 51 giorni.
Subito dopo aver perso il titolo prese parte al torneo King of the Ring, superando il primo turno vincendo un fatal 4-way match contro Bronson Reed, Rusev e Sheamus.

## Vita privata
È il figlio di Solofa Fatu, meglio noto come Rikishi, ed è inoltre gemello di Jonathan e fratello maggiore di Joseph conosciuti meglio come Jimmy Uso e Solo Sikoa, anche loro sotto contratto con la WWE, oltre che nipote di Umaga e cugino di secondo grado di The Rock (cugino di Rikishi e Umaga da parte di madre). È inoltre cugino di secondo grado di Roman Reigns e Rosey (in quanto questi sono cugini di primo grado di Rikishi) oltre che parente di Yokozuna.

## Personaggio

### Mosse finali
- Uso Splash (diving splash)
- Superkick
- Spear

### Soprannomi
- "Main Event"[1]
- "The Right Hand Man"[1]

## Titoli e riconoscimenti
- CBS Sports

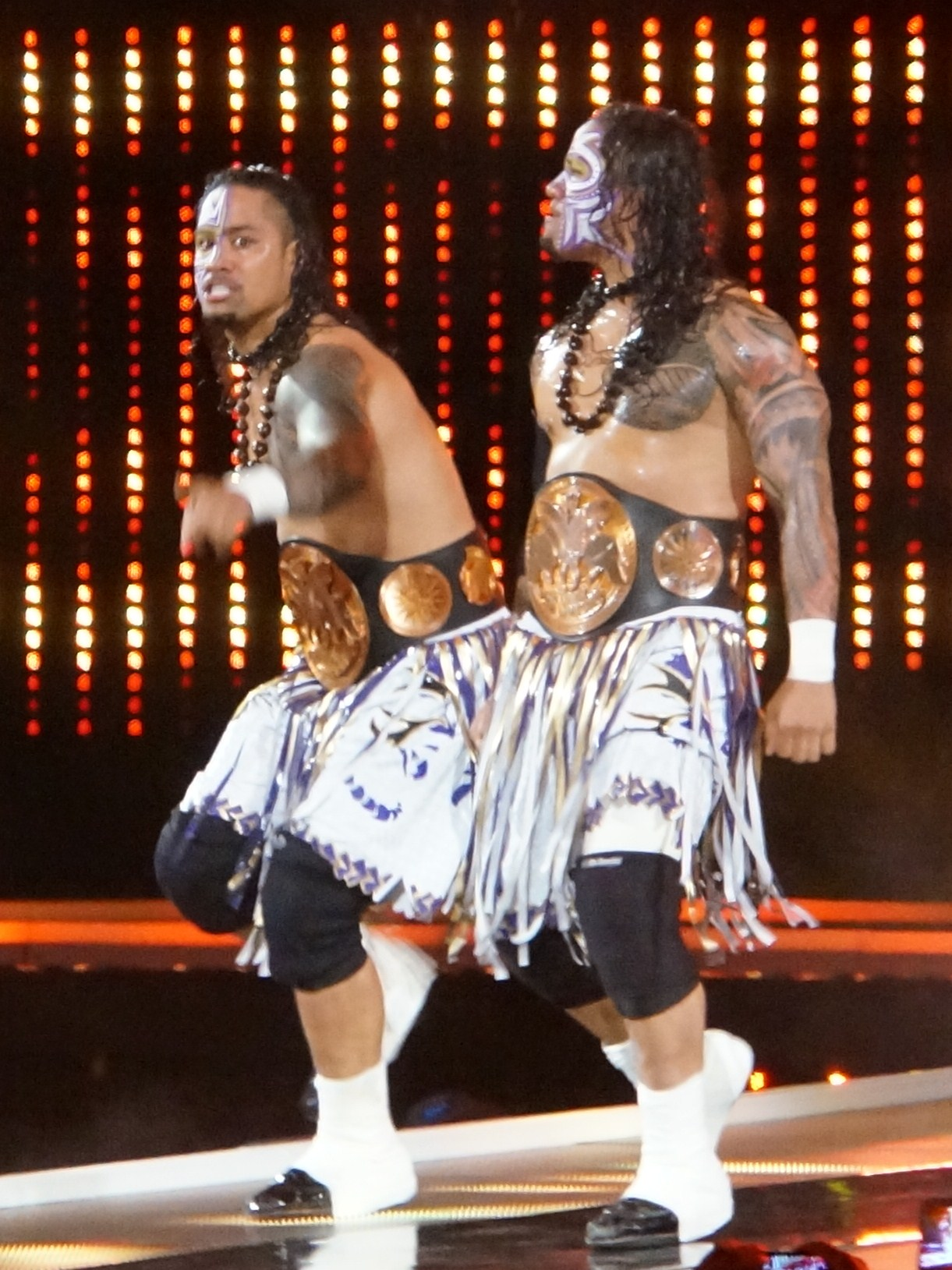
Gli Usos con il WWE Tag Team Championship, titolo che hanno vinto insieme per tre volte

  - Feud of the Year (2020) - vs. Roman Reigns
  - Tag Team of the Year (2018) - con Jimmy Uso
- Florida Championship Wrestling
  - FCW Florida Tag Team Championship (1) – con Jimmy Uso
- Pro Wrestling Illustrated
  - Tag Team of the Year (2014) – con Jimmy Uso
  - 26º tra i 500 migliori wrestler singoli nella PWI 500 (2014)
  - 17º tra i 500 migliori wrestler singoli nella PWI 500 (2024)[61]
- Rolling Stone
  - Actual Match of the Year (2017) - con Jimmy Uso vs. The New Day
  - Tag Team of the Year (2017) - con Jimmy Uso
- WWE
  - WWE SmackDown Tag Team Championship (6) – con Jimmy Uso (5) e Cody Rhodes (1)
  - WWE Raw Tag Team Championship (4)[62] – con Jimmy Uso (3) e Cody Rhodes (1)
  - World Heavyweight Championship (1)[63]
  - WWE Intercontinental Championship (1)[8]
  - Royal Rumble (edizione 2025)[10]
  - André the Giant Memorial Battle Royal (edizione 2021)
  - Slammy Award (2)
    - Tag Team of the Year (edizione 2014, edizione 2015) - con Jimmy Uso